# Паскаль Порт
Паскаль Порт (фр. Pascal Portes; нар. 28 травня 1959) — колишній французький тенісист.
Найвищу одиночну позицію світового рейтингу — 44 місце досяг 2 лютого 1981, парну — 118 місце — 6 серпня 1984 року.
Здобув 2 парні титули.
Найвищим досягненням на турнірах Великого шолома було 4 коло в одиночному розряді.

## Фінали ATP

### Фінали в одиночному розряді (2)
| Результат | W-L | Дата     | Турнір           | Покриття   | Суперник   | Рахунок       |
| --------- | --- | -------- | ---------------- | ---------- | ---------- | ------------- |
| Поразка   | 0–1 | Гру 1978 | Калькутта, Індія | Ґрунт      | Яннік Ноа  | 3–6, 2–6      |
| Поразка   | 0–2 | Лис 1981 | Париж, Франція   | Тверде (i) | Марк Вайнс | 2–6, 4–6, 3–6 |

### Парний розряд титули (2)
| Результат | W-L | Дата     | Турнір            | Покриття | Партнер     | Суперники                     | Рахунок       |
| --------- | --- | -------- | ----------------- | -------- | ----------- | ----------------------------- | ------------- |
| Перемога  | 1–0 | Кві 1981 | Ніцца, Франція    | Ґрунт    | Яннік Ноа   | Кріс Льюїс Павел Сложил       | 4–6, 6–3, 6–4 |
| Перемога  | 2–0 | Лип 1984 | Кіцбюель, Австрія | Ґрунт    | Анрі Леконт | Колін Даудесвелл Войцех Фібак | 2–6, 7–6, 7–6 |